# Souvrství Frenchman
Geologické souvrství Frenchman (Creek) zahrnuje sedimenty z období nejpozdnější křídy na území západu Kanady. Usazeniny tohoto souvrství vznikaly v době asi před 68 až 66 miliony let, tedy na úplném konci křídové periody (geologický stupeň pozdní maastricht). Poskytují tedy informace o tzv. Lancijské fauně, posledních ekosystémech obývaných druhohorními dinosaury. Časově se zhruba shoduje se souvrstvím Hell Creek a Lance z USA nebo Scollard z jižní Kanady. Tato geologická formace byla poprvé popsána v odborné literatuře v roce 1942.

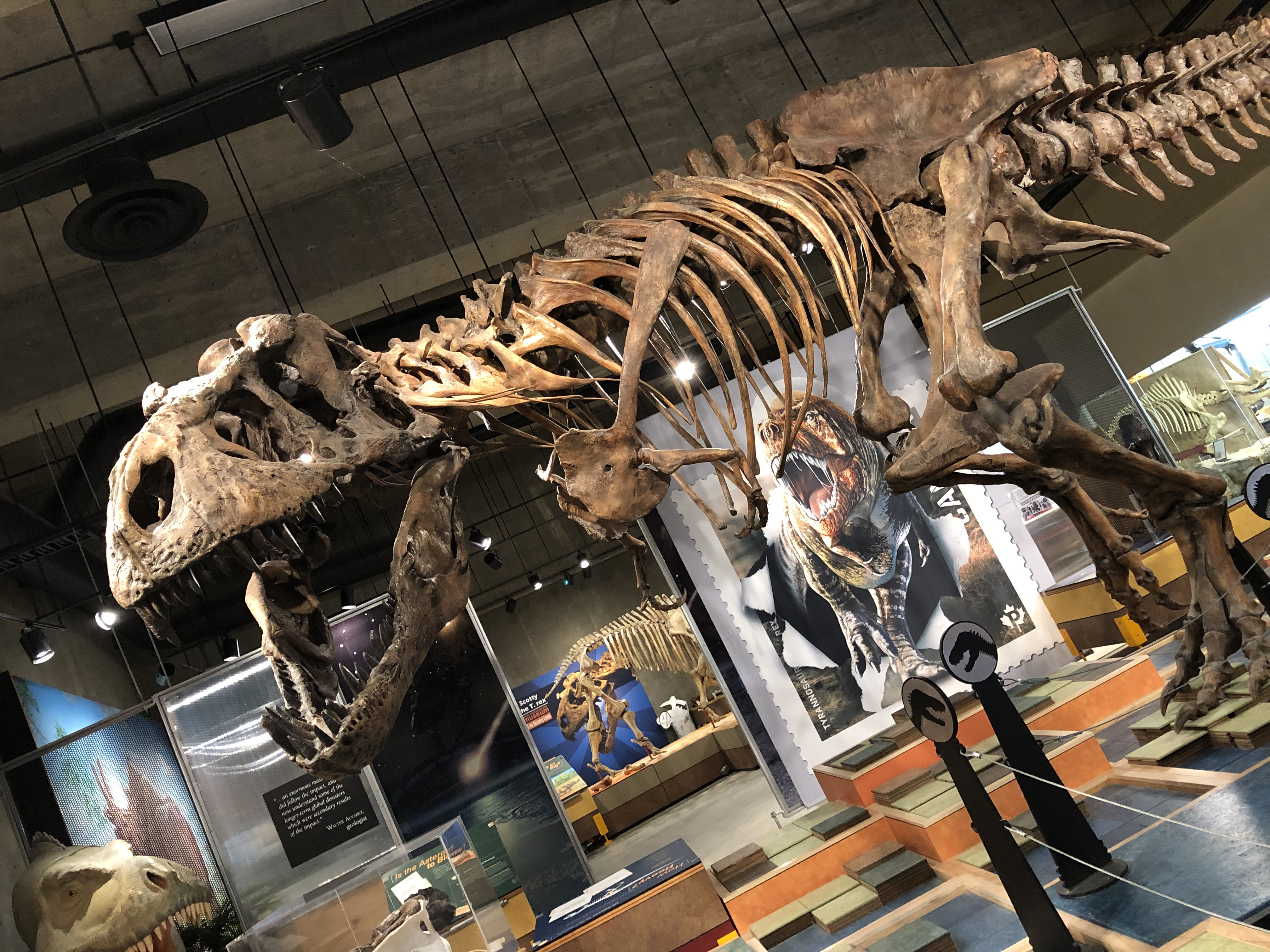
"Scotty", jeden z největších známých exemplářů druhu Tyrannosaurus rex, objevený v sedimentech souvrství Frenchman.

## Paleoekologie
Mocnost vrstev tohoto souvrství dosahuje asi 113 metrů. Výchozy tohoto souvrství lze nalézt v provinciích Saskatchewan a v částech Alberty. Horniny tvoří zejména pískovce, jílovce a slepence.
V ekosystémech tohoto souvrství panovalo teplé podnebí s průměrnou roční teplotou kolem 16 °C a převažovala zde vegetace složená z cypřišovitých dřevin, ovlivňovaná blízkým mořem a také suchými obdobími. Tyto informace byly zjištěny z izotopického rozboru objevených jantarů.

## Paleontologie
Souvrství je významné díky výskytu posledních populací druhohorních dinosaurů a jejich současníků krátce před velkým vymíráním na konci křídy. Podnebí bylo v této době subtropické, s vydatnými srážkami a absencí chladnějších period. Prostředí odpovídalo rozlehlé záplavové nížině, nacházející se nedaleko pobřeží tehdejšího Velkého vnitrozemského moře. Dinosauři z tohoto souvrství přibližně odpovídají druhovému složení v lépe prozkoumaném souvrství Hell Creek.
Podobné geologické stáří mají další dvě formace na jihu Kanady, a to souvrství Scollard a souvrství Willow Creek.
Zajímavým objevem je fosilní otisk, zachovávající podobu textury kůže velkého hadrosauridního dinosaura (patrně druhu Edmontosaurus annectens), formálně popsaná v roce 2022. Unikátní otisk pochází pravděpodobně z pánevní oblasti tohoto dospělého, středně velkého jedince edmontosaura.

## Přítomné druhy dinosaurů

### Teropodi
- Tyrannosaurus rex
- Dosud nepopsaní zástupci čeledí Dromaeosauridae a Troodontidae

### Ankylosauři
- Dosud nepopsaný ankylosaurid

### Marginocefalové
- Dosud nepopsaný chasmosaurinní ceratopsid
- Torosaurus latus
- Triceratops prorsus
- Triceratops horridus[6]

### Ornitopodi
- Edmontosaurus annectens[7]
- Thescelosaurus assiniboiensis

## Další organismy
V souvrství Lance byly objeveny také fosilie krokodýlů, ještěrů, hadů, želv, ryb a malých savců. Mnohé ještě nebyly formálně popsány.

## Zajímavosti
V sedimentech tohoto souvrství na území Saskatchewanu byl objeven a roku 1998 formálně popsán největší dosud známý koprolit (fosilizovaný trus), který téměř s jistotou patřil obřímu dravému dinosaurovi druhu Tyrannosaurus rex. Koprolit měří na délku 44 cm a má objem asi 2,4 litru (jeho hmotnost ve fosilním stavu přesahuje 7 kg). Koprolit obsahuje fragmenty kostí mláděte ptakopánvého dinosaura, pravděpodobně rodu Triceratops nebo Edmontosaurus. Vzhledem k jeho velikosti, geologickému stáří a obsahu je jediným možným původcem koprolitu právě T. rex, jakožto jediný známý zástupce velkých teropodů v souvrství Frenchman.
V sedimentech tohoto souvrství byl roku 1991 objeven také jeden z největších jedinců druhu Tyrannosaurus rex na světě, který dostal přezdívku "Scotty". Při délce asi 13 metrů vážil podle odhadů zhruba 8870 kilogramů.